# Гейткіпер (спортивний термін)
Гейткіпер (англ. Gatekeeper; професійний бокс) — вмілий і іменитий боєць, який з певних причин не може досягти чемпіонського титулу, але який на голову вищий за більшість джорніменів і володіє всіма навиками, щоб стати серйозною перевіркою для того, хто претендує на бій за звання чемпіона, і показати на якому рівні майстерності він знаходиться.

### Ознаки гейткіперів
Боєць, який розраховує вийти на бій за звання чемпіона, обов'язково має пройти гейткіпера.
Ознаками, за якими бійця можна зарахувати до гейткіперів, є:
- Вражаюча кількість проведених боїв і переважаюча кількість перемог;
- Значна кількість боїв, проведених з кращими бійцями свого часу;
- Зазвичай, хороша технічна оснащеність;
- Знаходження в десятці рейтингу міжнародних організацій боксу;
- Значно менша увага представників ЗМІ, ніж до елітних бійців.

### Відомі приклади
Гейткіпери є в кожній ваговій категорії. В важкій вазі гейткіперами були:
- Джаміл МакКлайн
- Монте Баррет
- Тоні Томпсон
- Кріс Арреола

В середній вазі відомі гейткіпери:
- Едісон Міранда
- Мартін Мюррей
- Туреано Джонсон

Після трьох невдалих спроб завоювати титул чемпіона світу на гейткіпера перетворився український боксер середньої ваги Сергій Дерев'янченко.